# Hans Otto Löwenstein
Pour les articles homonymes, voir Löwenstein et Löwenstein (homonymie).
Hans Otto Löwenstein, né le 11 octobre 1881 à Oderfurt (Moravie, dans l'Empire austro-hongrois, actuellement Přívoz, en République tchèque) et mort le 8 mai 1931 à Vienne (Autriche), est un réalisateur et scénariste autrichien de l'ère muette du cinéma.

## Filmographie
- 1913 : König Menelaus im Kino
- 1916 : Der Glücksschneider
- 1917 : Das Geheimnis des Waldes (conjointement avec Joseph Delmont)
- 1920 : Der Herzog von Reichstadt
- 1920 : Königin Draga
- 1921 : Brennendes Land
- 1921 : Hotel Tartarus
- 1921 : Kaiser Karl
- 1921 : Der Roman der Komtesse Ruth
- 1921 : Die Schauspielerin des Kaisers
- 1921 : Der Schlüssel der Macht
- 1921 : Die Totenhand
- 1922 : Könige des Humors (conjointement avec M. A. Heger et Walter Hanns Zeller)
- 1922 : Der Lumpensammler von Paris
- 1922 : Das Spiel ist aus
- 1922 : Der Unbekannte aus Russland
- 1923 : Der Himmel voller Geigen (conjointement avec Julius Herzka)
- 1923 : Landru, der Blaubart von Paris
- 1923 : Menschen, Menschen san ma alle …! (conjointement avec Julius Herzka)
- 1923 : Die Wienerstadt in Bild und Lied (conjointement avec Julius Herzka)
- 1924 : Moderne Ehen
- 1924 : Paragraph 144 (conjointement avec Georg Jacoby), également connue sous le titre Muß die Frau Mutter werden?
- 1925 : Leibfiaker Bratfisch
- 1925 : Oberst Redl avec Robert Valberg dans le rôle principal
- 1925 : Vagabonds à Vienne (Zwei Vagabunden im Prater)
- 1926 : Der Feldherrnhügel (conjointement avec Erich Schönfelder ; l’auteur de la pièce, Alexander Roda Roda, a joué le rôle principal du commandant de corps)
- 1927 : Beethoven (Das Leben des Beethoven)
- 1927 : Die Beichte des Feldkuraten
- 1927 : Madame wagt einen Seitensprung (Im Hotel „Zur süßen Nachtigall“ en Autriche)
- 1928 : Dienstmann Nr. 13
- 1928 : Gefährdete Mädchen
- 1928 : Glück bei Frauen
- 1928 : Kaiserjäger
- 1928 : Spitzenhöschen und Schusterpech
- 1928 : Der Traum eines österreichischen Reservisten
- 1929 : Franz Lehár
- 1929 : Der Monte Christo von Prag
- 1929 : Wem gehört meine Frau?
- 1929 : G’schichten aus der Steiermark
- 1930 : Stürmisch die Nacht (conjointement avec Curt Blachnitzky)